# 弗兰克·科斯特洛
弗兰克·科斯特洛（英語：Frank Costello；1891年1月26日—1973年2月18日），本名弗朗切斯科·卡斯蒂利亚（義大利語：Francesco Castiglia，發音：[franˈtʃesko kaˈstiʎʎa]），綽號總理（the Prime Minister）、地下世界的總理（The Prime Minister of the Underworld），生於義大利卡萨诺阿洛约尼奥，義大利裔美國人，幫派份子與犯罪頭目，是美國歷史上最有權勢的黑手黨頭目之一。他控制下的非法賭博事業，範圍擴及美國各地，而且他本人擁有很大的政治影響力。
在美國黑手黨五大家族中，在紐約市的盧西安諾犯罪家族（之後改稱吉諾維斯犯罪家族），曾經由他來領導。

## 生平
根據他的出生記錄，他生於義大利卡拉布里亚地區科森扎省，一個山區城鎮，卡萨诺阿洛约尼奥。他的父親先移民到美國紐約市，在曼哈頓區的东哈莱姆，開設了一間小型的義大利雜貨店。1895年，他媽媽帶著他，以及他的哥哥愛德華，一起坐船，移民到美國。
在童年時，在他哥哥的帶領下，他開始參與街頭幫派。在13歲時，他成為地方幫派成員之一，開始使用法蘭基（Frankie）這個名字。他曾經因為搶劫及傷害等小罪，進出過監獄幾次，最後決定用頭腦來犯罪。
他與查理·盧西安諾合作之後，慢慢爬上幫派的高層。

## 影视形象
在2025年上映的犯罪剧情片《黑道中人》中，弗兰克·科斯特洛由罗伯特·德尼罗扮演。